# Mepiramină
Mepiramina (denumită și pirilamină) este un antihistaminic H1 și un anticolinergic, de generație 1, derivat de piridină, fiind utilizat în tratamentul alergiilor asociate cu prurit.
Molecula a fost patentată în anul 1943 și a fost aprobată pentru uz medical în anul 1949.